# Catalogue of Galaxies and Clusters of Galaxies
De Catalogue of Galaxies and Clusters of Galaxies (CGCG, of ZWG) is een catalogus van sterrenstelsels, samengesteld door de Zwitsers astronoom Fritz Zwicky.
De catalogus werd gepubliceerd in zes delen tussen 1961 en 1968 en bevat 29.418 sterrenstelsels in 9.134 clusters. Het doel van de survey was om op fotografische platen gemaakt met de 48 inch Samuel Oschintelescoop alle sterrenstelsels te vinden helderder dan magnitude 15,5 ten noorden van declinatie -30 en ook een lijst te maken van alle grote clusters in dit gebied. 